# NeXTStep (system operacyjny)
NeXTStep – system operacyjny dla komputerów firmy NeXT, utworzony na bazie mikrojądra Mach i kodu systemu BSD Unix.
NeXTStep był zorientowany na pracę w środowisku graficznym. Posiadał bardzo dobrze przygotowany, intuicyjny interfejs użytkownika, oparty na architekturze obiektowej sporo różniący się zarówno od najbardziej popularnego wówczas Microsoft Windows 3.1, jak i Mac OS. Silnik wizualizujący oparto na Postscriptcie, co z jednej strony czyniło go na ówczesne czasy bardzo wymagającym sprzętowo (spore zapotrzebowanie na pamięć operacyjną), a z drugiej strony idealnym rozwiązaniem dla przemysłowych i projektanckich stacji roboczych.
W 1993 roku, nie osiągnąwszy sukcesu rynkowego, firma NeXT wycofała się z produkcji własnych komputerów, skupiając się na dystrybucji systemu operacyjnego.
Z czasem powstały wolne implementacje tego systemu: standard OpenStep stworzony wraz z Sun Microsystems oraz GNUStep.
W 1996, Apple zapowiedziało wykupienie firmy NeXT, a system NeXTStep stał się bazą ich systemu Mac OS X.